# Christian Müller (organaro)
Christian Müller (Sankt Andreasberg, 4 febbraio 1690 – Amsterdam, 8 marzo 1763) è stato un organaro tedesco-olandese.

## Biografia
Nato nel 1690, Müller lavorò in gioventù come aiutante dell'organaro Cornelis Hoornbeeck ad Amsterdam. Nel 1719 iniziò a lavorare autonomamente. Il 20 luglio 1720 si sposò con Elisabeth van der Berg, ma restò vedovo l'anno successivo. Il 2 ottobre 1721 contrasse nuovo matrimonio con Catherina Beverwijk, dalla quale ebbe undici figli. A 's-Hertogenbosch lavorò insieme a Rudolf Garrels per la realizzazione dell'organo della cattedrale.
Müller divenne famoso a livello internazionale per l'organo della Chiesa Grande di San Bavone, ad Haarlem, strumento che fu per molti anni l'organo più grande del mondo.
Suo figlio Pieter Müller, nato nel 1738, seguì la professione paterna, realizzando diversi strumenti. Il discepolo più importante di Christian Müller fu Johann Bätz, fondatore di una dinastia di organari che operò per oltre un secolo. Müller morì ad Amsterdam l'8 marzo 1763.

## Opere
Di seguito, i lavori principali di Christian Müller:
| Anno       | Città          | Luogo                             | Immagine | Manuali | Registri | Note                                                          |
| ---------- | -------------- | --------------------------------- | -------- | ------- | -------- | ------------------------------------------------------------- |
| 1724-27    | Leeuwarden     | Jacobijnenkerk                    |          | III/P   | 38       | In gran parte intatto.                                        |
| 1726       | Westerbork     | Hervormde Kerk                    |          | I/P     | 8        | Rifacimento di un vecchio organo.                             |
| 1734       | Amsterdam      | Oude Waalse Kerk                  |          | II/P    | 26       | In gran parte conservato. Cassa del 1680 di Nicolaas Langlez. |
| 1735-38    | Haarlem        | Chiesa Grande di San Bavone       |          | III/P   | 64       | Vedi la pagina di approfondimento.                            |
| 1737       | Zaanstad       | Lutherse Kerk                     |          | II/P    | 13       | Realizzazione di alcune canne e della facciata.               |
| 1742       | Bennebroek     | Hervormde Kerk                    |          | II/P    |          | Facciata del 1686 di Gysbert Bongaert.                        |
| 1744       | Oosterwijtwerd | Hervormde Kerk                    |          | I       | 8        | Organo da camera.                                             |
| 1745 circa | L'Aia          | Chiesa Grande/Van Assendelftkapel |          | I       | 8        | Organo da camera.                                             |
| 1747       |                | Proprietà privata                 |          | I       | 7        | Organo da camera.                                             |
| 1756       | Beverwijk      | Grote Kerk                        |          | II/P    | 22       | In gran parte conservato.                                     |
| 1762       | Alkmaar        | Kapelkerk                         |          | II/P    | 18       |                                                               |